# アロウズ・A23

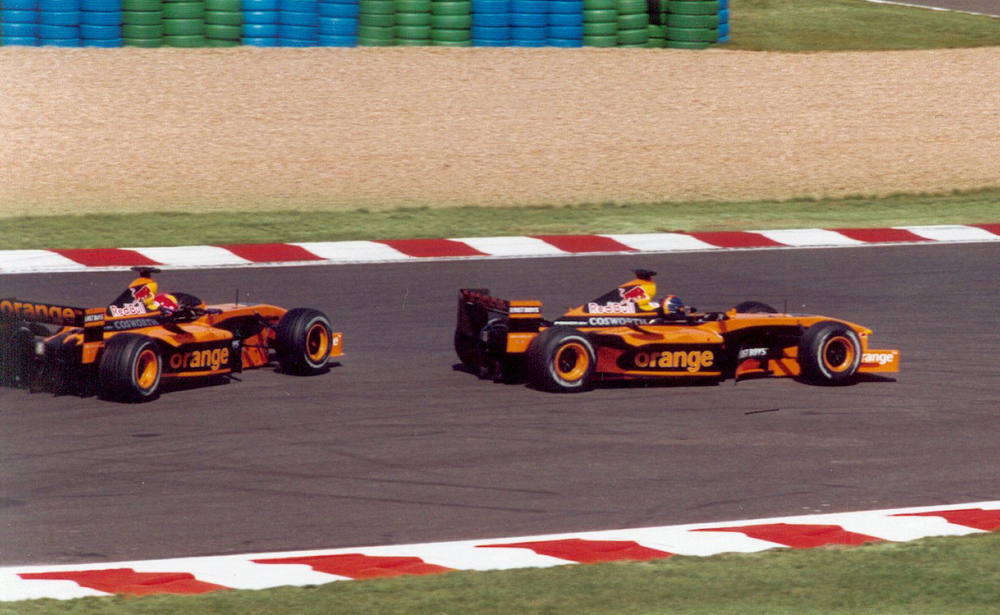
2002年のフランスGPで走行する2台のA23

アロウズA23は、アロウズが2002年のF1世界選手権参戦用に開発したフォーミュラ1カーで、マイク・コフランが設計した。2002年の開幕戦から第12戦まで使用された。第12戦を最後にアロウズは撤退したため、最後のマシンとなった。

## 開発と経緯
アロウズは前作A22までのローノーズからコンセプトを一転して、2002年シーズンのマシンの中では一番高いフロントノーズを採用した。ノーズ下面のスペースを大きくとることでディフューザーへ多くの空気を流し、ダウンフォースを増やすデザインとなっている。フロントサスペンションアーム支持部にはザウバーが開発したツインキールを採用しているが、アロウズはキールを下方へ延長して整流版（ディフレクター）の役割も持たせる設計とした（後述のスーパーアグリ・SA05の画像を参照）。
毎年のように変わるエンジン銘柄は、アジアテック（元プジョー）からカスタマー仕様のコスワースCR-3に変更。
デビュー戦オーストラリアGPは2台ともピットスタートになり、信号無視とスペアカー乗換えでダブル失格という憂き目に遭う。その後、ハインツ＝ハラルド・フレンツェンがスペインGPとモナコGPで2度入賞したが、資金難のためマシンの改良もままならず、第11戦フランスGPでは故意に予選落ちするという失態をさらした。続く第12戦ドイツGPをもってアロウズは撤退となった。

## スペック

### シャーシ
- シャーシ名 A23
- 全長 4,520mm
- 全幅 1,800mm
- 全高 1,000mm
- ホイールベース 3,080mm
- 前トレッド 1,465mm
- 後トレッド 1,410mm
- クラッチ アロウズ
- ブレーキキャリパー AP
- ホイール BBS
- タイヤ ブリヂストン

### エンジン
- エンジン名 コスワースCR-3
- 気筒数・角度 V型10気筒・72度
- 排気量 2,998cc
- 最高回転数 18,000回転以上
- 全長 569mm
- 全幅 490mm
- 全高 490mm
- 重量 105kg(バラスト含む)
- スパークプラグ チャンピオン
- 燃料 エルフ
- 潤滑油 エルフ
- ギヤボックス アロウズ製カーボンファイバーケーシング/セミオートマチック
- エレクトロニクス アロウズ・Pi

## 結果
| 年   | No. | ドライバー                       | 1   | 2   | 3   | 4   | 5   | 6   | 7   | 8   | 9   | 10  | 11  | 12  | 13  | 14  | 15  | 16  | 17  | ポイント | ランキング |
| 年   | No. | ドライバー                       | AUS | MAL | BRA | SMR | ESP | AUT | MON | CAN | EUR | GBR | FRA | GER | HUN | BEL | ITA | USA | JPN | ポイント | ランキング |
| ---- | --- | -------------------------------- | --- | --- | --- | --- | --- | --- | --- | --- | --- | --- | --- | --- | --- | --- | --- | --- | --- | -------- | ---------- |
| 2002 | 20  | ハインツ＝ハラルド・フレンツェン | DSQ | 11  | Ret | Ret | 6   | 11  | 6   | 13  | 13  | Ret | DNQ | Ret |     |     |     |     |     | 2        | 11位       |
| 2002 | 21  | エンリケ・ベルノルディ           | DSQ | Ret | Ret | Ret | Ret | Ret | 12  | Ret | 11  | Ret | DNQ | Ret |     |     |     |     |     | 2        | 11位       |

- DNQは予選不通過、DSQは失格。
- 第12戦ドイツグランプリを最後にチームが撤退。
- ドライバーズランキング
  - ハインツ＝ハラルド・フレンツェン 18位
  - エンリケ・ベルノルディ 22位

## 2次使用

### ミナルディ・PS04 (PS04A)
2002年7月末のドイツグランプリでの走行を最後にして倒産したアロウズだったが、その資産が2002年末にオンライン・オークションで競売にかけられた時に、A23に関連するそのほぼすべてを手中にしたのがポール・ストッダートで、その内容は以下で、アロウズがA23の走行のために使用した基本的な全て装備。
- A23のシャシー5基 (内、2つは未使用)
- A23のスペアパーツ (文字通り何千もの部品)
- A23のギアボックス
- レースチームのピット設備一式
- A23の設計図面/青写真 (車体設計に関する知的財産権(IP)の購入を意味する)
- アロウズ・グランプリ・インターナショナルのアーカイブ (歴史的な図面を含む)  (チームの過去に関する知的財産権(IP)の購入を意味する)
- すべての油圧テストリグ

A23にミナルディ・PS03と同様のカラーリングを施したA23にPS04Aの車体プレートが貼られ、チーム内ではPS04と呼ばれていた（2003年車のPS03に搭載されていたエンジンはA23と同じリビルド品のCR-3で周到な計画性が伺われる）。
2003年9月16日にムジェロ・サーキットでテストが行われ、PS03と同等のタイムを刻んでいたが、並行してPS04Bの設計作業もスタートしていた。倒産したチームの車体を競技していた既存の他チームで使用したいというアイデアには、政治的に高いハードルが存在し、実際にPS04で参戦するとなると設計に関連したエンジニアの獲得も必須となってくる。
結果的にこのPS04Aは実戦には登場せず、2004年はミナルディ・PS04Bを使用した。これはPS04とはまったくつながりの無いマシンで、PS03を2004年規定にあわせた改良したマシンである。ストッダートはミナルディを2005年にレッドブル・レーシングに売却した後も、個人的なコレクションとして「アロウズA23の走行のために使用する基本的な全て装備」を所持していたが、スーパーアグリF1チームがA23をベースにしたSA05を制作するために買取を希望し、ストッダートは快諾し売却した。PS04としてテストに使用されていたマシンを改造したSA05は、主に佐藤琢磨が乗っていた。

### スーパーアグリ・SA05/SA06

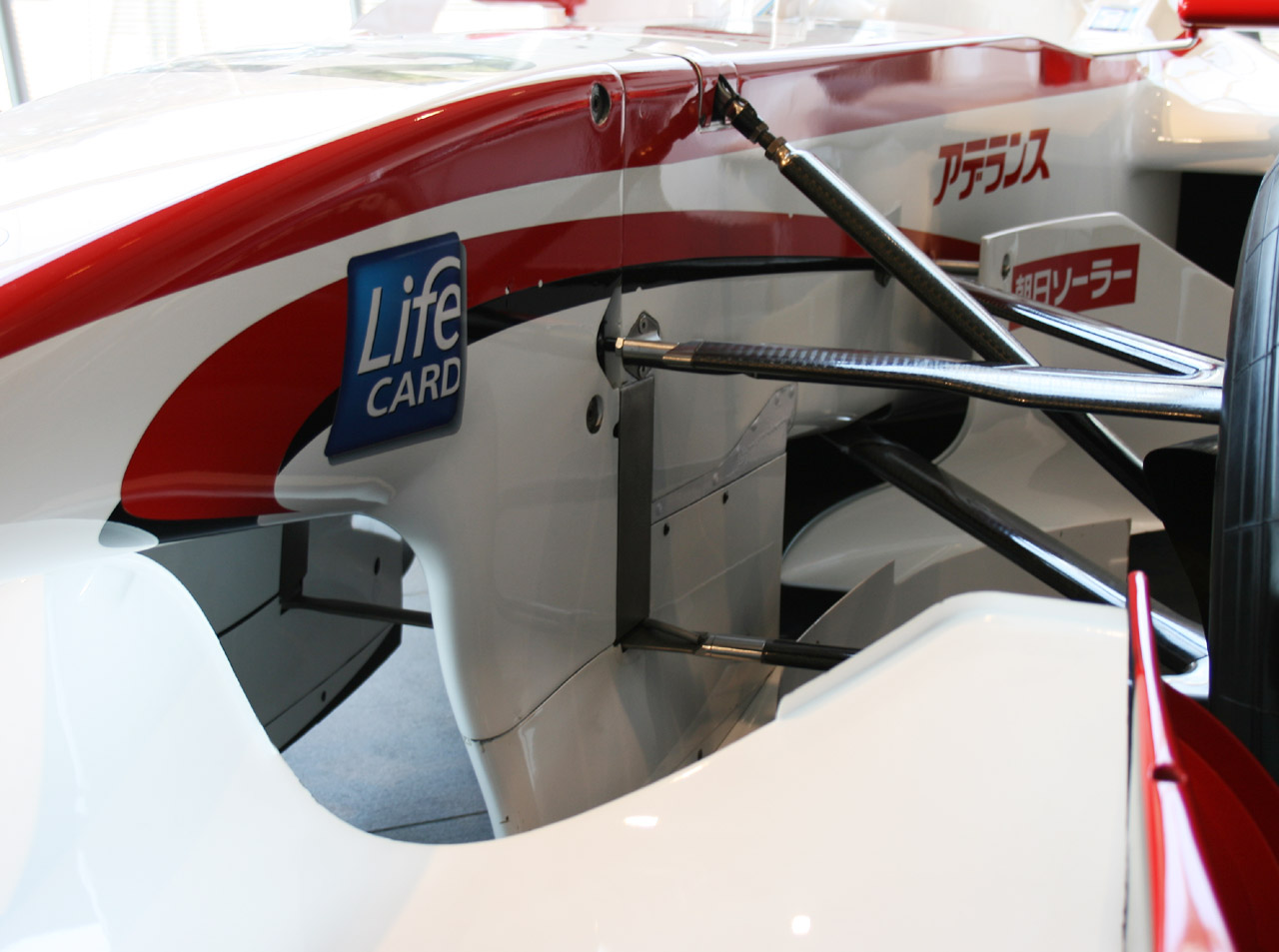
A23シャーシを利用したスーパーアグリ・SA05のツインキール

2005年末に2006年からのF1参戦を表明したスーパーアグリは当初はホンダ（旧B・A・R）のシャシーを使用する予定だったとの観測がマスコミで流された。
「アロウズA23の走行のために使用する基本的な全て装備」の大部分をストッダートから委託され、2006年レギュレーションにあわせて改良を施し、スーパーアグリ・SA05として実戦デビューした。委託されたA23シャーシは4基 (01, 03, 04, 05)で、SA05の後継マシンであるSA06も、モノコックはA23のものを改造使用している。